# Revolution In Me
Revolution In Me es el título del álbum-debut de la cantante Inglesa Siobhán Donaghy.

## El disco
Revolution In Me fue publicado sólo en el Reino Unido el 29 de septiembre de 2003 vía London Records. El disco se iba a publicar a nivel internacional, pero debido al fracaso de los sencillos "Overrated" y "Twist Of Fate", la discográfica decidió no publicarlo internacionalmente.
El disco debutó en una pésima posición en el Reino Unido, el #117, vendiendo menos de 10,000 copias en total, y provocando la salida de Siobhan de London Records por mutuo acuerdo.

## Canciones
| #   | Título                | Duración |
| --- | --------------------- | -------- |
| 1.  | "Nothing But Song"    | 3:49     |
| 2.  | "Man Without Friends" | 4:30     |
| 3.  | "Overrated"           | 4:46     |
| 4.  | "Little Bits"         | 5:17     |
| 5.  | "As You Like"         | 4:22     |
| 6.  | "Next Human (XY)"     | 4:26     |
| 7.  | "Suasex"              | 4:28     |
| 8.  | "Twist Of Fate"       | 4:50     |
| 9.  | "Faces"               | 3:48     |
| 10. | "Dialect"             | 4:27     |
| 11. | "Revolution In Me"    | 4:20     |
| 12. | "Iodine"              | 4:25     |

## Posiciones en las listas
| Listas (2003)             | Posición |
| ------------------------- | -------- |
| UK Top 200 Albums         | 117      |
| Australian Top 100 Albums | 78       |

## Chart Running
| Posición | 117 | 259 | Out |

| Posición | 78 | 89 | Out |

- Datos: Q2347726